# Timoer Zjamaletdinov
Timoer Abdoerasjitovitsj Zjamaletdinov (Russisch: Тимур Абдурашитович Жамалетдинов; Moskou, 21 mei 1997) is een Russisch voetballer die doorgaans speelt als aanvaller. In juli 2025 verruilde hij Znamya Troeda voor FK Tsjeljabinsk.

## Clubcarrière
Zjamaletdinov speelde in de jeugd van CSKA Moskou en brak eind 2016 door toen hij mee mocht spelen in de bekerwedstrijd tegen Jenisej Krasnojarsk (2–1 verlies). Van coach Leonid Sloetski mocht hij een kwartier voor het einde van de wedstrijd invallen voor Fjodor Tsjalov. Zijn eerste doelpunt als profvoetballer volgde op 8 september 2017, toen hij tegen Amkar Perm in de basis startte en verantwoordelijk was voor het enige doelpunt van de wedstrijd. Vier dagen later speelde de Russische club in de Champions League tegen Benfica. Haris Seferović had de score geopend namens de Portugezen, waarna Vitinho met een strafschop voor de gelijkmaker tekende. In de drieënzestigste minuut zorgde Zjamaletdinov met zijn eerste internationale treffer voor de overwinning van CSKA.
In januari 2019 huurde Lech Poznań de Russische aanvaller voor een halfjaar van CSKA Moskou, met een optie tot koop. Na een half seizoen werd de verhuurperiode met een jaar verlengd tot medio 2020. Medio 2020 maakte Zjamaletdinov voor een bedrag van circa tweehonderdvijftigduizend euro de overstap naar FK Oefa, waar hij voor drie seizoenen tekende. Tijdens zijn eerste seizoen bij Oefa had Zjamaletdinov een basisplaats, maar die verloor hij het jaar erna en de club degradeerde ook. In september 2022 verkaste de aanvaller naar SKA-Chabarovsk. Een jaar later nam Volgar Astrachan hem over. Zjamaletdinov ging voorafgaand aan het seizoen 2024/25 voor Sjinnik Jaroslavl spelen. In de winterstop verkaste hij naar Znamya Troeda en in juli 2025 naar FK Tsjeljabinsk.

## Clubstatistieken
| Seizoen | Club              | Competitie     | Competitie | Competitie | Beker | Beker | Internationaal | Internationaal | Totaal | Totaal |
| Seizoen | Club              | Competitie     | Wed.       | Dlp.       | Wed.  | Dlp.  | Wed.           | Dlp.           | Wed.   | Dlp.   |
| ------- | ----------------- | -------------- | ---------- | ---------- | ----- | ----- | -------------- | -------------- | ------ | ------ |
| 2016/17 | CSKA Moskou       | Premjer-Liga   | 4          | 0          | 1     | 0     | 0              | 0              | 5      | 0      |
| 2017/18 | CSKA Moskou       | Premjer-Liga   | 14         | 1          | 0     | 0     | 6              | 1              | 20     | 2      |
| 2018/19 | CSKA Moskou       | Premjer-Liga   | 12         | 3          | 2     | 0     | 2              | 0              | 16     | 3      |
| 2018/19 | → Lech Poznań     | Ekstraklasa    | 7          | 1          | 0     | 0     | —              | —              | 7      | 1      |
| 2019/20 | → Lech Poznań     | Ekstraklasa    | 11         | 0          | 1     | 1     | —              | —              | 12     | 1      |
| 2020/21 | FK Oefa           | Premjer-Liga   | 28         | 4          | 4     | 3     | —              | —              | 32     | 7      |
| 2021/22 | FK Oefa           | Premjer-Liga   | 5          | 0          | 1     | 0     | —              | —              | 6      | 0      |
| 2022/23 | FK Oefa           | FNL            | 7          | 0          | 0     | 0     | —              | —              | 7      | 0      |
| 2022/23 | SKA-Chabarovsk    | FNL            | 19         | 4          | 1     | 0     | —              | —              | 20     | 4      |
| 2023/24 | Volgar Astrachan  | FNL            | 27         | 5          | 4     | 2     | —              | —              | 31     | 7      |
| 2024/25 | Sjinnik Jaroslavl | FNL            | 18         | 1          | 4     | 1     | —              | —              | 22     | 2      |
| 2025    | Znamya Troeda     | Tweede divisie | 15         | 12         | 0     | 0     | —              | —              | 15     | 12     |
| 2025    | FK Tsjeljabinsk   | FNL            | 0          | 0          | 0     | 0     | —              | —              | 0      | 0      |
| Totaal  | Totaal            | Totaal         | 167        | 31         | 18    | 7     | 8              | 1              | 193    | 39     |

Bijgewerkt op 8 juli 2025.